# Ламбертове відбивання
Ламбертове відбиття є властивістю, яка визначає ідеальну дзеркальну поверхню. Для спостерігача явна яскравість ламбертового відбивання є однаковою незалежно від кута зору спостерігача. Більш технічно, яскравість поверхні є ізотропною, а інтенсивність освітлення підкоряється закону Ламберта. Ламбертове відбивання назване на честь Йогана Генріха Ламберта, який представив концепцію ідеальної дифузії у своїй книзі «Фотометрія» 1760 року.

## Приклади
Не шліфована деревина не виражає ламбертового відбивання, натомість деревина оброблена глянцевим покриттям з поліутерану виражає такі властивості, оскільки глянцеве покриття надає йому такі властивості. Прикладами ламбертових поверхонь з високою і низкою здатністю відбиття є сніг, котрий щойно впав та деревне вугілля це приклади наближені. Хоча не всі поверхні мають ламбертове відбивання, це доволі часто є хорошим наближенням і часто використовується коли характеристики поверхонь є невідомими. Спектралон є матеріалом який виражає ідеальне ламбертове відбивання.

## Використання в комп'ютерній графіці
У комп'ютерній графіці ламбертове відбиття часто використовується для моделювання поверхонь, для яких характерне дифузне відбиття світла. Застосування цього методу приводить до того, що всі замкнуті багатокутники (наприклад, трикутники 3D-сітки), відбивають світло однаково у всіх напрямках і мають сталу яскравість при рендерингу.
Інтенсивність світла відбитого точкою залежить лише від напрямку нормалі поверхні у цій точці та напрямку падаючого світла. Вона не змінюється при обертанні вектора нормалі поверхні навколо вектора падаючого світла. Інтенсивність відбиття розраховується як скалярний добуток вектора нормалі поверхні {\displaystyle \mathbf {N} } і вектора  напрямку світла {\displaystyle \mathbf {L} }, що спрямований від поверхні до точкового джерела світла. Отриманий результат множиться на альбедо поверхні та на інтенсивність світла, що потрапляє на поверхню: {\displaystyle I_{D}=\mathbf {L} \cdot \mathbf {N} CI_{L}},
де {\displaystyle I_{D}} — інтенсивність дифузно відбитого світла (яскравість поверхні), {\displaystyle C} позначає колір, а {\displaystyle I_{L}} — інтенсивність світла що падає.
Оскільки {\displaystyle \mathbf {L} \cdot \mathbf {N} =|N||L|\cos {\alpha }=\cos {\alpha }}, де {\displaystyle \alpha } є кутом між напрямками двох векторів, саме тому інтенсивність буде найбільшою, якщо нормаль поверхні направлена в тому ж  напрямку що і вектор світла ({\displaystyle \cos {(0)}=1},  коли поверхня буде перпендикулярна напрямку світла), і інтенсивність буде найменшою, якщо нормаль є перпендикулярною до  вектора світла  ({\displaystyle \cos {(\pi /2)}=0}, коли поверхня направлена паралельно напряму світла).
Ламбертове відбиття полірованих поверхонь, як правило, супроводжується дзеркальним відображенням (блиском). Блискучість поверхні є найбільшою, якщо  спостерігач знаходиться на ідеальній позиції віддзеркалення (тобто, коли напрямок  відбитого світла є відображенням до напрямку  світла  що освітлює поверхню). При тому цей блиск  швидко падає зі зміною напрямку. Ці ефекти моделюється в комп'ютерній графіці з різними моделями дзеркального відображення.

## Моделювання інших хвиль
Хоча Ламбертове відбиваття зазвичай відноситься до відбиття світла об'єктом, цю ж модель можна використовувати для моделювання відбиття від поверхні будь-яких хвиль. Наприклад, при ультразвуковому скануванні внутрішні органи тканини демонструють властивості ламбертового відбиття.